# Huginisen
Koordinaten: 70° 9′ 8″ S, 17° 29′ 3″ O
Das Huginisen (norwegisch) ist ein Schelfeis an der Prinzessin-Astrid-Küste des ostantarktischen Königin-Maud-Lands. Es liegt zwischen der Werbljud-Insel und dem Ramneryggen.
Wissenschaftler des Norwegischen Polarinstituts benannten es 2016. Namensgeber ist Hugin, einer der beiden Raben des Gottes Odin aus der nordischen Mythologie.